# روبرتو اسگامبلوری
روبرتو اسگامبلوری (ایتالیایی: Roberto Sgambelluri؛ زادهٔ ۶ آوریل ۱۹۷۴) دوچرخه‌سوار اهل ایتالیا است.